# 田中那実
田中 那実（たなか ともみ、12月7日 - ）は、日本の女性声優。福島県出身。ラクーンドッグ預かり所属。

## 略歴
プロ・フィット声優養成所卒業。2018年4月よりプロ・フィット所属。
2022年4月1日付で所属していたプロ・フィットが同年3月末を以てマネジメント事業を終了したことに伴い、ラクーンドッグへ移籍。
2023年5月20日、女性声優ユニット「ALiCE Eyez」のメンバーとなることが発表された。

## 人物
趣味はカラオケ、トランペット。特技のバドミントンでは全国出場の実績を持つ。メディカルオペレーターの資格を持っている。字を書く時は右利きで、ご飯を食べる時は左利き。
方言は福島弁。

## 出演

### テレビアニメ
2018年
- ダメプリ ANIME CARAVAN（村人A）
- 魔法少女サイト（女生徒A、女子生徒B）
- アイカツフレンズ!（女子高生、仁科にこ）

2020年
- アイカツオンパレード!（仁科にこ）
- アサルトリリィ BOUQUET（秦祀）

2021年
- アイカツプラネット!
- 憂国のモリアーティ（少女A、市民）
- 美少年探偵団（観客）
- 白い砂のアクアトープ（子供、一般客）

2022年
- その着せ替え人形は恋をする（イベント参加者）
- 可愛いだけじゃない式守さん（女性）
- アイドリッシュセブン Third BEAT!（女性B）

2023年
- 老後に備えて異世界で8万枚の金貨を貯めます（ブティック店長）
- スキップとローファー（弓田、実行委員長）
- 【推しの子】（SNSの声）
- 君は放課後インソムニア（観客）
- 聖者無双〜サラリーマン、異世界で生き残るために歩む道〜（リプネア）
- 実は俺、最強でした?（取り巻き）
- 呪術廻戦 懐玉・玉折/渋谷事変（一般人、改造人間）
- 聖女の魔力は万能です（メイド）
- ポーション頼みで生き延びます!（シャルル）

2024年
- 神は遊戯に飢えている。（使徒）
- Re:Monster（ゴブリンたち）
- ヴァンパイア男子寮（お姉さん）
- 時々ボソッとロシア語でデレる隣のアーリャさん（女子生徒）
- 名探偵コナン（女の子）

2025年
- 沖縄で好きになった子が方言すぎてツラすぎる（比嘉、子供）
- 鬼人幻燈抄（店員）

### 劇場アニメ
- 映画大好きポンポさん（2021年）
- 劇場版 少女☆歌劇 レヴュースタァライト（2021年）
- すずめの戸締まり（2022年）

### Webアニメ
- 憑依変身レイス
- ロマンティック・キラー（2022年、女子生徒、同級生女子、前園雪花[16]）

### ゲーム
2018年
- かんぱに☆ガールズ（スズカ・オトナシ）
- P.E.T.S.アカデミア（サラ、竜田翠子）
- ダイダロス: ジ・アウェイクニング・オブ・ゴールデンジャズ（リリー）

2019年
- 蒼の三国志（貂蝉）

2021年
- 東方ダンマクカグラ（ルーミア）
- タイムディフェンダーズ（ビアンカ）
- ポケモンメザスタ（タルモ）

2022年
- アサルトリリィ Last Bullet（秦祀）
- 燐光のレムリア 星空の絆（ペーレ、ハメディ）
- メイプルストーリー（ナイトロード〈女〉、シャドー〈女〉）
- 幻獣契約クリプトラクト（リタ）
- アズールレーン（2022年 - 2023年、マンチェスター）
- ブラウンダスト（デイジー）

2023年
- アクション対魔忍（仙玄みさき）
- BLUE PROTOCOL
- 魔女の泉R

2024年
- 奏でて女子校（トゥーランドット）
- ブラウンダスト2（ヴェンタナ、リベルタ）
- ユニコーンオーバーロード（傭兵（タイプA）/ NPC）
- リルヤとナツカの純白な嘘
- ゴーヘルゴー つきおとしてこ（末井泉水）
- クラッシュフィーバー（ジェンナー）
- Life is Strange: Double Exposure（ロレッタ・ライス）

2025年
- City of Wars Powered by 龍が如く（菫）
- エバーテイル（ダヴィンチ）
- クイズRPG 魔法使いと黒猫のウィズ（ミソギ・罪と罰）

### ドラマCD
- ヨメクラ 第7巻特装版 付属ドラマCD（2017年、女子部員）
- お願い、そんなに噛まないで（2021年、スタッフ[41]）
- 教室を出たら俺のモノ（2023年、神崎の叔母[42]）

### デジタルコミック
- 君が好きだと叫ばせたい（2022年）[43]
- おわりの森から（2022年、ポピー・メルヘン[44]）
- どうしようもない、僕の初恋。（2022年、女子生徒 他[45]）
- 暗殺犬モロ（2022年、伊吹の母[46]）
- 墜落JKと廃人教師（2023年、女子生徒1[47]）
- みずぽろ（2024年）[48]
- 後宮を追放された稀代の悪女は離宮で愛犬をモフモフしてたい（2024年）[49]

### 吹き替え
- ゴール・オブ・ザ・デッド（ベネ[9]）

### ラジオドラマ
- 四十五番目の話（女子生徒）

### 舞台
- アサルトリリィ Lost Memories（2022年1月20日 - 30日、サンシャイン劇場） - 秦祀 役[50]
- 舞台「マジでときめけ☆少女たち!!〜全国高校生エネルギッシュ選手権大会〜」再演（2023年8月30日 - 9月3日、シアターサンモール） - 出雲便利 役[51][52]
- 舞台『白豚貴族ですが前世の記憶が生えたのでひよこな弟育てます2025』（2025年7月2日 - 11日、中目黒キンケロ・シアター） - ヨーゼフ 役[53]